# Dassault Mirage G
No final dos anos 1960, a Dassault Aviation desenvolveu o Mirage G, que tinha a asa geometricamente variável. A versão G4 possuía 2 assentos e a versão G8, apenas um. Devido ao seu alto custo, foi cancelado em 1970.

## Desenvolvimento
Em 1964, o Ministério da Defesa francês solicitou um programa de desenvolvimento de aeronaves de asa variável para uso em terra dupla e porta-aviões. A França havia participado com a aeronave de geometria variável anglo-francesa (AFVG) antes de abandonar seu interesse; mais tarde, a Dassault recebeu um pedido para um protótipo, alimentado por um único turbofan Pratt & Whitney/SNECMA TF-306 em outubro de 1965.
A primeira aeronave de varredura variável da Dassault surgiu como o caça monomotor de dois lugares Mirage G em 1967, essencialmente uma versão de asa oscilante do Mirage F2. As asas foram varridas a 22 graus quando totalmente para a frente e 70 graus quando totalmente para trás e apresentavam flaps de borda de fuga de duas posições com fenda dupla e flaps de borda de ataque de duas posições.
Os ensaios de voo foram relativamente bem sucedidos, mas nenhuma ordem de produção se seguiu, o programa Mirage G foi cancelado em 1968. Voar com o Mirage G continuou no entanto até 13 de janeiro de 1971, quando o único protótipo foi perdido em um acidente.